# Alan L. Hart
Alan L. Hart (ur. 4 października 1890, zm. 1 lipca 1962) – amerykański lekarz, radiolog, badacz gruźlicy, pisarz i powieściopisarz. Był w latach 1917–1918 jednym z pierwszych transmężczyzn, którzy przeszli histerektomię w Stanach Zjednoczonych, i resztę życia spędził jako mężczyzna. Był pionierem wykorzystania zdjęć rentgenowskich w wykrywaniu gruźlicy i pomógł wdrożyć programy badań przesiewowych gruźlicy, które uratowały tysiące ludzkich istnień.

## Wczesne życie

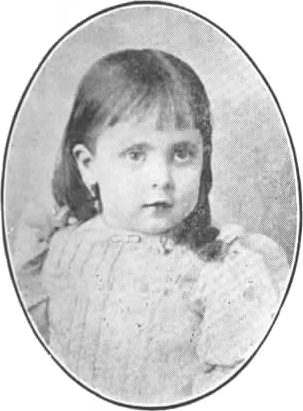
Alan (wtedy Lucille) Hart jako dziecko

Alan Lucille Hart urodził się 4 października 1890 r. w Halls Summit w hrabstwie Coffey w stanie Kansas, jako dziecko Alberta L. Harta i Edny Hart (z domu Bamford). Kiedy jego ojciec zmarł na dur brzuszny w 1892 roku, jego matka wróciła do swojego panieńskiego nazwiska i przeprowadziła się wraz z rodziną do hrabstwa Linn w stanie Oregon, gdzie opiekowała się własną matką w okresie choroby. Kiedy Hart miał pięć lat, jego matka ponownie wyszła za mąż za Billa Bartona i rodzina przeniosła się na farmę ojca Edny. Hart napisał później, w 1911 roku, o swoim szczęściu w tym czasie, kiedy mógł swobodnie prezentować się jako mężczyzna, bawiąc się zabawkami dla chłopców stworzonymi dla niego przez jego dziadka. Jego rodzice i dziadkowie w dużej mierze zaakceptowali i poparli jego ekspresję płciową, chociaż jego matka opisała jego „pragnienie bycia chłopcem” jako „durne”. Nekrologi jego dziadków z 1921 i 1924 r. wymieniają Harta jako wnuka. Kiedy miał 12 lat, rodzina przeprowadziła się do Albany. Tam też Hart był zobowiązany do przedstawienia się jako kobieta by móc uczęszczać do szkoły, gdzie był traktowany jak dziewczyna. Wakacje spędzał na farmie dziadka, prezentując się jako mężczyzna wśród swoich męskich przyjaciół, „drażniąc się z dziewczynami i grając w gry dla chłopców”. Według wspomnienia w Halls Summit News z 10 czerwca 1921 r. „Młody Hart był inny, nawet wtedy. Ubrania dla chłopców wyglądały na nim po prostu naturalnie. Lucille zawsze uważała się za chłopca i błagała rodzinę, by móc obciąć włosy i nosić spodnie. Lucille nie lubiła lalek, ale za to lubiła bawić się w lekarza. Nienawidziła tradycyjnych zadań dla dziewcząt, zamiast tego wolała pracę na farmie wraz z mężczyznami z rodziny. Samowystarczalność, która stała się cechą na całe życie, była widoczna wcześnie: pewnego razu, kiedy przypadkowo odrąbała sobie siekierą palec, Lucille sama go opatrzyła, nie mówiąc o tym rodzinie”.
Jako stłumiony mężczyzna w latach szkolnych Hart mógł pisać eseje pod wybranym przez siebie nazwiskiem „Robert Allen Bamford, Jr.” z niewielkim oporem ze strony kolegów z klasy lub nauczycieli. W tym czasie pisarze używali pseudonimów, w tym zakładali nazwiska związane z płcią przeciwną. Hart opublikował prace w lokalnych gazetach oraz w publikacjach szkolnych i uniwersyteckich pod tym imieniem lub jako „przesłane przez anonimowego chłopca” lub używając neutralnego „ALH” lub „A. Hart”. Używał swojego legalnego imienia tylko pod naciskiem rówieśników lub seniorów. Jego wczesna praca zajmowała się męskimi tematami, nawet gdy został poproszony o pisanie problematyki dotyczącej życia kobiety. Kiedy miał napisać o koleżankach z klasy, przedstawił je jako bokserów lub chłopięcych koszykarzy.

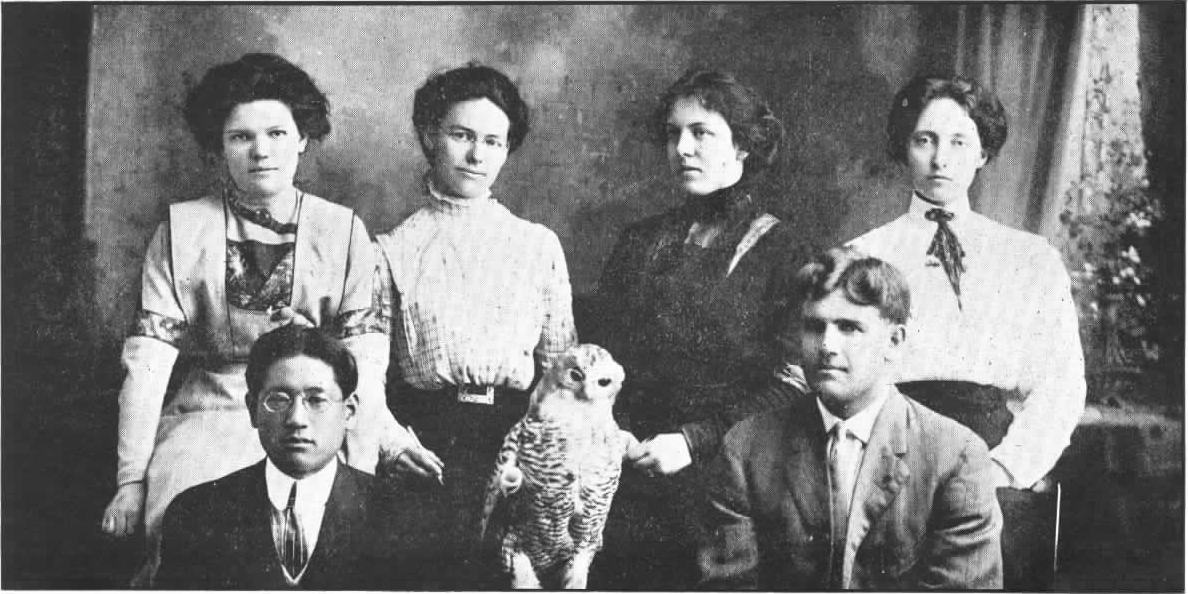
Hart (z prawej) jako członek zespołu redakcyjnego roczników uczelni

Hart uczęszczał do Albany College (obecnie Lewis & Clark College), a następnie przeniósł się z koleżanką z klasy i partnerką, Evą Cushman, na Stanford University na rok szkolny 1911–1912, zanim wrócił do Albany. Ukończył Albany College w 1912 r., a w 1917 r. uzyskał stopień doktora medycyny na Wydziale Medycznym Uniwersytetu Oregońskiego w Portland (obecnie Oregon Health & Science University); w tym okresie Alan powrócił również do Północnej Kalifornii, aby wziąć udział w kursach latem 1916 r. na Stanford University School of Medicine, a następnie w San Francisco. Hart był bardzo nieszczęśliwy z faktu, że tytuł medyczny wydano na jego imię żeńskie, co ograniczyło możliwości wykorzystania go w przyszłym życiu pod imieniem męskim. Dokumenty uczelni wskazują, że przynajmniej jeden z pracowników był życzliwy; jego zapisy dyplomowe zostały wewnętrznie zindeksowane jako „Hart, Lucile (alias Robert L.), MD”. Niemniej jednak wiedział, że jeśli zaprezentuje się jako Robert, każdy potencjalny pracodawca sprawdzający jego kwalifikacje odkryje żeńskie imię lub nie znajdzie też dla niego żadnych danych. Po ukończeniu studiów przez krótki czas pracował (jako kobieta) w szpitalu Czerwonego Krzyża w Filadelfii.

## Tranzycja
Po osiągnięciu dorosłości Hart szukał porady psychiatrycznej i radykalnej operacji, aby móc żyć jako mężczyzna. Jego tranzycja była pierwszą udokumentowaną korektą płci wśród transpłciowych mężczyzn w Stanach Zjednoczonych chociaż takie operacje odbywały się już wcześniej w Niemczech, w tym jednego mężczyzny, leczonego przez niemieckiego seksuologa Magnusa Hirschfelda, który zdobył prawo do służby w armii niemieckiej. Sprawa Karla M. Baera z 1906/07 ustanowiła nowy precedens dla operacji korekty płci, pozyskując jednocześnie wsparcie z oddziałów psychiatrycznych, prawnych i chirurgicznych. Tranzycja była teraz zarówno medyczna, jak i prawna. Wydaje się, że decyzja Harta miała związek ze sprawą Baera.
W 1917 r. Hart skontaktował się z dr. Joshuą Allenem Gilbertem z University of Oregon i poprosił o zabieg chirurgiczny w celu wyeliminowania menstruacji i możliwości zajścia w ciążę. Przedstawił także Gilbertowi eugeniczny argument, że osoba z „nienormalną inwersją” powinna zostać wysterylizowana. Gilbert początkowo był niechętny, ale zaakceptował fakt, że Hart był „wyjątkowo inteligentny i nie chory psychicznie, lecz dotknięty tajemniczym zaburzeniem, na które ja [Gilbert] nie mam wytłumaczenia”. Zaakceptował to, że Hart widzi siebie jedynie jako mężczyzna, który opisał siebie, używając zwrotów obejmujących „innych towarzyszy i ja” i pytając „co może zrobić człowiek?” Gilbert napisał, w dokumentacjach, opublikowanych w Journal of Nervous and Mental Disorders w 1920 r., że „z socjologicznego i psychologicznego punktu widzenia ona [Hart] jest mężczyzną” i że życie w ten sposób było jedyną szansą Harta na szczęśliwe istnienie, „najlepiej, jak można to zrobić.” Dodał: „Niech ten, kto znajdzie w sobie tendencję do krytykowania, zaproponuje jakąś konstruktywną metodę radzenia sobie z tym problemem. O nie chce trudności. Pacjent i ja daliśmy z siebie wszystko”.
Wczesne operacje transseksualnych mężczyzn polegały na wszczepieniu tkanki jąder w miejsce usuniętych jajników. Krystaliczne hormony męskie były wyekstrahowane w użytecznych ilościach z męskiego moczu do 1903 r., ale stanowiły one ryzyko infekcji. Syntetyczne hormony zostały wyprodukowane dopiero w 1920 r. (przez niemiecką firmę Bayer), a gdy pojawiła się taka możliwość, Hart przeszedł terapię hormonalną.
Operacja Harta została ukończona w Szkole medycznej Uniwersytetu Oregońskiego podczas ferii zimowych 1917–1918. Następnie legalnie zmienił swoje imię.
Hart odbywał staż w szpitalu w San Francisco. Były kolega z klasy rozpoznał go, a następnie ujawnił jako transpłciowego w gazecie „Rzecznik” 6 lutego 1918 r. Zdanie wstępne w artykule mówiło o nim po imieniu nadanym przy urodzeniu i niepoprawnymi zaimkami, opisując go jako absolwenta Stanforda oraz „napuszoną studentkę... [która] wpływała na chłopięce maniery”.
W lutym 1918 roku ożenił się ze swoją pierwszą żoną, Inez Stark, a następnie przeprowadził się z nią do Gardiner w stanie Oregon, aby założyć własną praktykę medyczną.
W wywiadzie dla lokalnej gazety Hart powiedział, że „jestem szczęśliwszy, odkąd dokonałem tej zmiany, niż kiedykolwiek w życiu, i będę to kontynuował tak długo, jak będę żył [...]. Nigdy nie ukrywałem niczego, co dotyczy mojej [zmiany] na odzież męską [...]. Wróciłem do domu, aby pokazać moim przyjaciołom, że niczego się nie wstydzę.”

## Życie po tranzycji
W Oregonie Hart doznał pierwszej złej sytuacji, gdy były kolega ze szkoły medycznej ujawnił go jako transpłciowego, zmuszając Harta i jego żonę do przeprowadzki. Hart uznał to doświadczenie za traumatyczne i ponownie skonsultował się z Gilbertem, który napisał, że Hart cierpiał z powodu „przełomowego procesu, który nasza współczesna organizacja społeczna może kontynuować do doskonałości i wyrafinowania”. Hart założył nową praktykę w odległym Huntley w Montanie, pisząc później, że „przeprowadzał operacje w stodołach i domach [...] (do czasu kiedy) katastrofa jesienią 1920 r. zniszczyła większość farm i zapasów z Montany i mnie wraz z nimi”. Następnie podjął pracę wędrowną, aż do 1921 r., na pisemne zalecenie od znanej doktorki Harriet J. Lawrence (odznaczonej przez prezydenta Wilsona za opracowanie szczepionki przeciw grypie), która zapewniła mu stanowisko lekarza personelu w Sanatorium Albuquerque.
Przeprowadzki, niepewność finansowa i tajemnica obciążały małżeństwo Harta, aż Inez opuściła go we wrześniu 1923 r. Nakazała mu, by nie miał z nią więcej kontaktu i rozwiodła się z nim w 1925 r. W tym samym roku Hart poślubił swoją drugą żonę, Ednę Ruddick; związek trwał do końca życia Harta. W 1925 r. Hart przeniósł się do Trudeau School of Tuberculosis w Nowym Jorku, gdzie prowadził również studia podyplomowe; spędził 1926–1928 jako klinicysta w sanatorium Rockford w Illinois. W 1928 r. Hart uzyskał tytuł magistra radiologii na Uniwersytecie Pensylwanii; został w 1929 r. mianowany dyrektorem radiologii w Tacoma General Hospital. W latach 30. XX wieku para przeprowadziła się do Idaho, gdzie Hart pracował w latach 30. i na początku 40. XX wieku; jego praca zabrała go również do Waszyngtonu, gdzie miał stypendium naukowe jako roentgenolog w Spokane. Podczas wojny Hart był także doradcą medycznym w kwaterze głównej rekrutacji i indukcji wojskowej w Seattle, podczas gdy Edna pracowała w Departamencie Opieki Społecznej Hrabstwa King w tym samym mieście.
W 1948 r., po tym, jak Hart uzyskał tytuł magistra zdrowia publicznego w Yale, para przeniosła się do Connecticut, gdzie Hart został mianowany dyrektorem hospitalizacji i rehabilitacji w Komisji Gruźlicy Stanu Connecticut. Para mieszkała do końca życia w West Hartford, gdzie Edna została profesorem na Uniwersytecie Hartfordzkim. Po II wojnie światowej syntetyczny testosteron stał się dostępny w USA i po raz pierwszy Hart mógł zapuścić brodę i ogolić się. Rozwinął także głębszy głos, dzięki czemu był bardziej pewny siebie.
W ciągu ostatnich sześciu lat swojego życia Hart wygłosił liczne wykłady i poświęcił cały swój wolny czas na zbieranie funduszy na badania medyczne i wspieranie pacjentów z zaawansowaną gruźlicą, których nie było stać na leczenie. Był członkiem American Thoracic Society, American Public Health Association, American Association for Advancement of Science oraz American Civil Liberties Union. Społecznie zarówno on, jak i Edna byli bardzo lubianymi, aktywnymi liderami społeczności. Alan służył przez osiem lat jako wiceprezydent swojej lokalnej rady Kościoła Unitarian.
Hart zmarł z powodu niewydolności serca 1 lipca 1962 r. warunki jego woli sprawiły, że jego ciało zostało skremowane, a prochy rozrzucone po Puget Sound, gdzie on i Edna spędzili razem wiele szczęśliwych lat.
Hart powiedział kiedyś w przemówieniu do studentów medycyny: „Każdy z nas musi wziąć pod uwagę surowiec, z którego się urodził, oraz możliwości, jakie mieliśmy po drodze, a następnie wypracować dla siebie rozsądną ocenę naszych osobowości i osiągnięć”.

## Badania nad gruźlicą
Hart poświęcił wiele swojej kariery na badania i leczenie gruźlicy. Na początku XX wieku choroba była największym zabójcą w Ameryce. Lekarze, w tym Hart, zdawali sobie sprawę, że niezliczone choroby – konsumpcja, grzybica, zapalenie płuc, choroba Kocha, toczeń pospolity, biała plaga, skorofuły, choroba Potta i Gibbusa – były w rzeczywistości przypadkami gruźlicy (TB). TB zwykle najpierw atakowała płuca ofiar; Hart był jednym z pierwszych lekarzy, który udokumentował, jak rozprzestrzenia się on następnie przez układ krwionośny, powodując uszkodzenia nerek, kręgosłupa i mózgu, ostatecznie prowadząc do śmierci. Naukowcy odkryli w dziewiętnastym wieku, że gruźlica nie była dziedziczna, ale unosząca się w powietrzu pałeczka rozprzestrzeniała się szybko wśród osób w pobliżu poprzez kaszel i kichanie. Oznaczało to, że można ją leczyć, ale bez wyleczenia choroby w jej zaawansowanych stadiach, jedyną nadzieją dla osób cierpiących było wczesne wykrycie.
Promienie rentgenowskie lub promienie Roentgena, ponieważ były one bardziej znane do drugiej wojny światowej, zostały odkryte dopiero w 1895 roku, kiedy Hart miał pięć lat. Na początku XX wieku wykorzystywano je do diagnozowania złamań kości i nowotworów, ale Hart zainteresował się ich potencjałem w wykrywaniu gruźlicy. Ponieważ choroba często nie wykazywała objawów we wczesnych stadiach, badania rentgenowskie były nieocenione w celu wczesnego wykrycia. Nawet podstawowe wczesne aparaty rentgenowskie mogły wykryć chorobę, zanim jej stan stał się krytyczny. Umożliwiło to wczesne leczenie, często ratując życie pacjenta. Oznaczało to również, że osoby cierpiące mogły zostać zidentyfikowane i odizolowane od populacji, znacznie zmniejszając rozprzestrzenianie się choroby. Akcje publiczne, takie jak nowo utworzona kampania Christmas Seal, pomogły sfinansować te wysiłki. Do czasu wprowadzenia antybiotyków w latach 40. XX wieku lekarze wykorzystując techniki opracowane przez Harta zdołali zmniejszyć liczbę ofiar gruźlicy do jednej pięćdziesiątej.
W 1937 Hart został zatrudniony przez Towarzystwa ds. Gruźlicy w Idaho, a później został urzędnikiem kontroli gruźlicy. Założył pierwszą w Idaho stałą klinikę i mobilne kliniczne badania przesiewowe w kierunku gruźlicy i przewodził walce stanu przeciwko gruźlicy. W latach 1933–1945 Hart dużo podróżował przez wiejskie Idaho, pokonując tysiące mil podczas wykładów, masowych badań przesiewowych gruźlicy, szkolenia nowych pracowników i leczenia skutków epidemii.
Doświadczony i przystępny pisarz, Hart pisał wiele artykułów dla czasopism medycznych i popularnych publikacji, opisując gruźlicę dla odbiorców technicznych i ogólnych oraz udzielając porad na temat jej zapobiegania, wykrywania i leczenia. W tym czasie słowo „gruźlica” nosiło piętno społeczne podobne do choroby wenerycznej, więc Hart nalegał, by jego kliniki były nazywane „klinikami klatki piersiowej”, on sam „lekarzem klatki piersiowej”, a jego pacjentów „pacjentami z klatką piersiową”. Dyskrecja i współczucie były ważnymi narzędziami w leczeniu stygmatyzowanej choroby.
W 1943 r. Hart, uznany obecnie za wybitnego w dziedzinie rentgenologii gruźliczej, zebrał swoje obszerne dowody na gruźlicę i inne przypadki wykrywalne za pomocą promieniowania rentgenowskiego w ostateczne kompendium Te tajemnicze promienie: nietechniczna dyskusja na temat wykorzystania promieni rentgenowskich i radu, Chiefly in Medicine (pub. Harper & Brothers), używanej do dziś. Książka została przetłumaczona na kilka języków, m.in. na hiszpański.
W 1948 r. Hart został powołany na stanowisko dyrektora ds. Hospitalizacji i rehabilitacji w Komisji ds. Gruźlicy Stanu Connecticut. Podobnie jak w Idaho, dr Hart przejął masowy program badań przesiewowych w kierunku gruźlicy w całym stanie, podkreślając znaczenie wczesnego wykrywania i leczenia. Pełnił tę funkcję przez resztę życia i przypisuje się mu pomoc w powstrzymywaniu rozprzestrzeniania się gruźlicy w Connecticut, jak to miało miejsce wcześniej na północno-zachodnim Pacyfiku. Podobne programy oparte na jego przywództwie i metodologii w tej dziedzinie w innych stanach również uratowały wiele tysięcy istnień ludzkich.

## Pisanie fikcji
Oprócz swojej praktyki medycznej i badań Hart kontynuował swoją karierę jako powieściopisarz. We wczesnym okresie życia publikował w czasopismach lokalnych, szkolnych i studenckich, później opublikował cztery powieści, głównie o tematyce medycznej. Jego książki zawierają częściowo autobiograficzne tematy: The Undaunted (1936) zawiera doktora, Richarda Camerona, który określa się jako „kaleka” po amputacji stopy po uporczywym zakażeniu kości. Cameron martwi się, że ta wada fizyczna odwiedzie od niego kobiety, ale ostatecznie poślubia swoją ukochaną. Druga postać, radiolog Sandy Farquhar, jest gejem, który był nękany i dręczony, prowadzony od pracy do pracy, z powodu swojej seksualności. Farquhar, niski, chudy i w okularach, fizycznie przypomina Harta i uważa się za „posiadacza wadliwego ciała”, z którego chce uciec – typowy atut dysforii płciowej. Inna powieść, In the Lives of Men, zawiera gejowską postać męską z brakującym ramieniem.

### Wczesne opowiadania
Te opowiadania zostały zebrane w The Life and Career of Alberta Lucille / Dr. Alan L. Hart, z zebranymi wczesnymi pismami, autorstwa Briana Bootha.
1908 Frankfort Center (Opublikowane w Szkole średniej Alanby Whirlwind) Aby napisać o kobietach z college’u i zajęciach sportowych, Hart opisał dwuznacznie nazwaną „Frances”, jako bokserkę i koszykarkę.
1909 My Irish Colleen (opublikowane anonimowo w Albany College Student, wydanie z marca 1909 r.) Wiersz miłosny, przedstawiony jako dzieło anonimowego studenta o irlandzkiej dziewczynie. Został przedrukowany w jego roczniku college’u w 1911 roku, pod jego żeńskim imieniem, pokazując jego sympatię do Evy Cushman.
1909 Do Wydziału (opublikowane w Albany College Student, wydanie z marca 1909 r.) Wezwanie do buntu studentów i oświadczenie o potrzebie poważnego potraktowania studentów. Praca omawia gołębie rozkładające skrzydła i latające, odzwierciedlające poczucie uwięzienia Harta, zmuszonego do życia jako spokojna młoda kobieta.
1909 Amerykańska „Martha” (opublikowane w Albany College Student, wydanie z grudnia 1909 r.) Krytyczne spojrzenie na los kobiet zobowiązanych do bycia gospodyniami domowymi i wychowywania córek do tego samego przeznaczenia. Artykuł cytował Biblię i odzwierciedlał troskę o prawa kobiet.
„Ma” z 1909 r. W sprawie bohatera futbolu (opublikowana w Albany College Student, wydanie z grudnia 1909 r.) Hart pyta „co by powiedziała jego matka, gdyby był szorstkim i twardym bohaterem college’u?”.
1910 The Magic of Someday (opublikowane w Albany College Student, wydanie ze stycznia 1910 r.) Lament nad zniszczeniem dziecięcych marzeń Harta o wolności, kiedy musiał być kobietą; kończąc na nadziei na przyszłość, w której on „sercem mężczyzny” może być szczęśliwy.
1910 The National Triune (opublikowane w Albany College Student, wydanie z lutego 1910 r.). Wydane jako dzieło „Lucille Hart”, historia potępia współczesne skandale polityczne i niesprawiedliwość seksizmu oraz przedstawia pomysły Harta na temat charakteru prawdziwego i szanowanego mężczyzny.
1910 Niezapisane prawo kampusu (opublikowane w Albany College Student, wydanie z marca 1910 r.) Dyskusja na temat różnicy między prawami moralnymi, prawami fizycznymi i prawami konwencji, w odniesieniu do nieuprzejmości kogoś, kto opowiada opowieści o innym uczniu za pogwałcenie prawa normy płci.
1911 „Idylla wiejskiego dzieciństwa” (opublikowane w „The Takenah” (Albany College Yearbook) 1911) Do tej pory nawyki Harta dotyczące męskich strojów poza szkołą były dobrze znane, a historia ta szczerze opisywała jego wczesne życie i swobodę ubierania się i życia jako chłopiec.

### Powieści
1935 Doktor Mallory (opublikowany przez WW Norton & Company, Inc.) Z dnia na dzień bestsellerowa, pierwsza powieść Harta wykorzystała jego doświadczenia jako lekarza z miasteczka w Gardiner w stanie Oregon. Przedstawiał zawód lekarza jako coraz bardziej sprzedajny. Doktor Mallory był pierwszą ekspozycją świata medycznego przez pracującego lekarza.
1936 Niezrażony (opublikowany przez WW Norton & Company, Inc.) Ta powieść pokazała gejowskiego lekarza „Sandy’ego Farquhara” prowadzącego karierę w radiologii „ponieważ uważał, że w laboratorium nie będzie to miało znaczenia, jaka jest osobowość człowieka”, konflikty i tematy, których sam Hart doświadczył na początku swojej kariery.
1937 In the Lives of Men (opublikowane WW Norton & Company, Inc.) Trzecia powieść Hart została pozytywnie oceniona ze względu na jej wiedzę na temat współczesnej medycyny, ale recenzent w krajowym czasopiśmie (The Saturday Review of Literature) zauważył, że „jako lekarz, Hart wie zaskakująco niewiele o kobietach”.
1942 Doktor Finlay to pokazuje (opublikowana przez Harper & Brothers) Ostatnia powieść Hart’a, której nie należy mylić z książką dr. Finlaya AJ Cronina, uważa się za wpływ na późniejszą fikcję medyczną.

## Dziedzictwo
Po śmierci Harta jego żona podjęła decyzję o utworzeniu funduszu na rzecz badań nad białaczką, na którą zmarła jego matka. Odsetki od jego majątku są corocznie przekazywane na fundusz Alana L. i Edny Ruddick Hart, który udziela dotacji na badania nad białaczką i jej leczeniem.
Wola Harta, napisana w 1943 r., przewidywała zniszczenie jego osobistych listów i fotografii, co miało miejsce po jego śmierci w 1962 r. Hart przez całe życie kontrolował interpretację swojego życia prywatnego i emocjonalnego, a zniszczenie jego osobistych akt po jego śmierci było współmierne do tego celu. Wierząc, że tajemnica jego osobistej historii jest bezpieczna, nie podjął próby wytłumaczenia własnego życia. Jego tożsamość jako pseudonim „H” w notatkach Gilberta została odkryta pośmiertnie przez Jonathana Neda Katza, a jego tożsamość została opisana jako lesbijka. Próby Katza, by dowiedzieć się więcej o życiu Harta, kontaktując się z wdową po nim, zniechęciła Ednę Ruddick Hart. 

## Kontrowersje
Studium na temat życia Harta nie zgadzało się z tym, czy należy go scharakteryzować jako osobę transpłciową, czy też może jako lesbijkę, podczas gdy działacze i zwolennicy różnych grup uważali Harta jako swojego reprezentanta.
Jonathan Ned Katz, który w Gay American History: Lesbians and Gay Men in USA (1976) po raz pierwszy powiązał Alana z pseudonimem „H” z notatek Josepha Gilberta z lat dwudziestych XX wieku, opisał Harta jako lesbijkę i przedstawił jego przypadek jako miejsce, w którym współczesne ograniczenia przeciw lesbijstwu były tak silne, że „kobieta” taka jak Hart musiała przyjąć męską tożsamość, by móc romansować z kobietami. Katz ponownie stwierdziła w swoim Gay/Lesbian Almanac: A New Documentary z 1983 r., że Hart był „wyraźnie lesbijką, kobietą kochającą kobiety”, ale od tamtej pory powiedział, że nie będzie już tak twierdził.
Wbrew twierdzeniom Katza inni, tacy jak Jillian Todd Weiss, twierdzili, że Hart wiedział o swojej tożsamości mężczyzny już we wczesnym dzieciństwie, identyfikując transfobię i „rażące lekceważenie dla osób transpłciowych” w twierdzeniu, że Hart był „naprawdę” kobietą. Wdowa po Harcie odmówiła wywiadu Katzowi, obrażona kategoryzacją jej męża (a tym samym samej siebie) jako lesbijkę.
Niektórzy historycy zauważają, że Hart nigdy nie opisywał się jako transseksualny, ale termin ten został opublikowany dopiero w latach dwudziestych XX wieku i nie był szeroko stosowany aż do lat sześćdziesiątych, tuż po śmierci Harta. Prawdą jest również to, że Hart ciężko pracował, aby zachować swoją tożsamość sprzed tranzycji w tajemnicy i raczej nie próbował publicznie domagać się utożsamiania go jako osoby trans. Inni twierdzili zatem, że Hart był pionierem, który po tranzycji żył wyłącznie jako człowiek, tak jak czynią to współcześni ludzie transpłciowi.